# Marathon féminin aux championnats du monde d'athlétisme 1993
Navigation
Tokyo 1991 Göteborg 1995
L'épreuve du marathon féminin des championnats du monde d'athlétisme 1993 s'est déroulée le 15 août 1993 dans les rues de Stuttgart, en Allemagne, avec une arrivée au Gottlieb Daimler Stadion. Elle est remportée par la Japonaise Junko Asari.

## Résultats
| Rang               | Athlète                   | Pays             | Temps           | Notes |
| ------------------ | ------------------------- | ---------------- | --------------- | ----- |
| Médaille d'or      | Junko Asari               | Japon            | 2 h 30 min 03 s |       |
| Médaille d'argent  | Manuela Machado           | Portugal         | 2 h 30 min 54 s |       |
| Médaille de bronze | Tomoe Abe                 | Japon            | 2 h 31 min 01 s |       |
| 4                  | Ramilya Burangulova       | Russie           | 2 h 33 min 03 s |       |
| 5                  | Madina Biktagirova        | Biélorussie      | 2 h 34 min 36 s |       |
| 6                  | Katrin Dörre-Heinig       | Allemagne        | 2 h 35 min 20 s |       |
| 7                  | Frith van der Merwe       | Afrique du Sud   | 2 h 35 min 56 s |       |
| 8                  | Kimberly Rosenquist-Jones | États-Unis       | 2 h 26 min 33 s |       |
| 9                  | Kamila Gradus             | Pologne          | 2 h 36 min 48 s |       |
| 10                 | Firiya Zhdanova           | Russie           | 2 h 37 min 59 s |       |
| 11                 | Akemi Matsuno             | Japon            | 2 h 38 min 04 s |       |
| 12                 | Maria Rebelo              | France           | 2 h 38 min 33 s |       |
| 13                 | Anna Rybicka              | Pologne          | 2 h 39 min 44 s |       |
| 14                 | Marian Sutton             | Royaume-Uni      | 2 h 39 min 45 s |       |
| 15                 | Judit Földing-Nagy        | Hongrie          | 2 h 41 min 06 s |       |
| 16                 | Karen MacLeod             | Royaume-Uni      | 2 h 41 min 46 s |       |
| 17                 | Ana Isabel Alonso         | Espagne          | 2 h 42 min 53 s |       |
| 18                 | Ritva Lemettinen          | Finlande         | 2 h 45 min 05 s |       |
| 19                 | Jane Welzel               | États-Unis       | 2 h 46 min 08 s |       |
| 20                 | Helena Javornik           | Slovénie         | 2 h 51 min 06 s |       |
| 21                 | Emperatriz Wilson         | Cuba             | 2 h 54 min 11 s |       |
| 22                 | Su Tzu-Ning               | Taipei chinois   | 2 h 58 min 37 s |       |
| 23                 | Chu Winnie Ng Lai         | Hong Kong        | 2 h 58 min 41 s |       |
| —                  | Danuta Bartoszek          | Canada           | DNF             |       |
| —                  | Gabrielle O'Rourke        | Nouvelle-Zélande | DNF             |       |
| —                  | Anne van Schuppen         | Pays-Bas         | DNF             |       |
| —                  | Claudia Metzner           | Allemagne        | DNF             |       |
| —                  | Birgit Jerschabek         | Allemagne        | DNF             |       |
| —                  | Bettina Sabatini          | Italie           | DNF             |       |
| —                  | Rosanna Munerotto         | Italie           | DNF             |       |
| —                  | Rakiya Maraoui-Quetier    | Maroc            | DNF             |       |
| —                  | Ma Liyan                  | Chine            | DNF             |       |
| —                  | Sally Eastall             | Royaume-Uni      | DNF             |       |

## Légende
Records et Performances
- AR : Record continental (area record)
- CR : Record des championnats (championship record)
- MR : Record du meeting (meet record)
- NR : Record national (national record)
- OR : Record olympique (olympic record)
- PR : Record paralympique (paralympic record)
- PB : Record personnel (personal best)
- SB : Meilleure performance personnelle de la saison (season's best)
- WL : Meilleure performance mondiale de l'année (world leader)
- WJR : Record du monde junior (world junior record)
- WR : Record du monde (world record)

Circonstances et Conditions
- DNF : N'a pas terminé (did not finish)
- DNS : N'a pas pris le départ (did not start)
- DQ : Disqualification (disqualification)
- NM : Aucun essai valable enregistré (No Mark)
- Q : Qualifié « directement » au prochain tour (ou à la prochaine compétition), lors d'une compétition majeure, grâce au classement ou à la réalisation des minima (automatic qualifier)
- q : Qualifié au prochain tour (ou à la prochaine compétition), lors d'une compétition majeure, grâce au repêchage ou à la réalisation de l'une des meilleures performances parmi celles des « non qualifiés directement » (grâce au meilleur temps ou à la meilleure distance par exemple) (secondary qualifier)